# Mémoire du Soudan
Sudan Memory est un projet d'archives et de patrimoine culturel en ligne, fourni par un groupe international de partenaires dans le but de  promouvoir le patrimoine culturel soudanais. Au cours du projet, des reproductions numériques de livres et de journaux, de photographies et de films, d'art visuel et d'architecture, ainsi que divers objets culturels du Soudan ont été créées et publiées sur le site Web du projet.
Selon le site Internet de Sudan Memory, disponible en anglais et en arabe, ses activités portent sur l'histoire et la culture du Soudan. Le projet est réalisé grâce à la coopération entre les organisations soudanaises et britanniques dans le but d'organiser et  de sauvegarder les documents et autres supports en danger de disparition. Ces activités comprennent l'acquisition de matériel technique, la formation du personnel à la numérisation  et la fourniture d'un accès en ligne au grand public au Soudan et dans le monde.

## Contexte
Le Soudan l'un des plus grands pays d'Afrique avec environ 43 millions d'habitants, différents groupes ethniques et plus de 100 langues et dialectes natifs. Son histoire comporte un patrimoine culturel et documentaire diversifié qui est préservé  des collections publiques du pays. Ces collections comprennent les pratiques et traditions culturelles, ainsi que des documents et  supports d'événements historiques. En raison de divers facteurs, allant des températures élevées et de l'intrusion de sable, des restrictions économiques et politiques au manque de technologie et de formation adéquates, les archives au Soudan risquent de se perdre pour les générations futures et le patrimoine culturel du pays,,.
L'une des organisations participantes, l'Archive nationale du film du Soudan conserve les archives audiovisuelles du continent africain. Selon les objectifs de Sudan Memory, beaucoup ont été  numérisées depuis juillet 2018, notamment les Archives nationales du film, le Musée national, la bibliothèque de l'Université de Khartoum au Soudan, ainsi que les Archives nationales du Soudan du Sud. Un centre de numérisation est créé à Khartoum et le personnel  formé .
Le financement est par des partenaires internationaux, comme le Fonds de protection culturelle du British Council et l'ALIPH, l'Alliance internationale pour la protection du patrimoine culturel dans les zones de conflit  et le Department for Digital du gouvernement du Royaume-Uni ., Culture, Média & Sport. Au Soudan les partenaires sont le Bureau national des archives du Soudan (NRO) et l'Association soudanaise pour l'archivage des connaissances (SUDAAK), une ONG qui se consacre à la protection et à la promotion de la culture et de l'information soudanaises par les archives. Le King's College de Londres assure la gestion globale du projet, en collaboration avec des membres soudanais locaux et internationaux de l'équipe du projet.

## Médias et thèmes
Les sujets concernés dans Sudan Memory vont du XVIe siècle jusqu'à la révolution soudanaise de 2019. Les sujets vont de la publicité et de l'agriculture, aux femmes et aux travailleurs, grâce à une navigation thématique. Les sujets les plus importants concernent l'histoire politique, la musique, les festivals, les arts visuels, l'architecture, la santé publique et les plantes médicinales, les horaires des compagnies aériennes, les communautés musulmanes, chrétiennes et juives, les traditions soufies, l'histoire naturelle, les journaux, la radio et la télévision, les langues vernaculaires, les groupes ethniques, l'alimentation, l' habillement, l'agriculture et l'élevage.
Une collection  de manuscrits, de lettres et d'images arabes se rapporte à l'État mahdiste (1885 -1899). Il comprend une lettre de Rudolf von Slatin, ancien gouverneur du Darfour, à al-Ṭāhir al-Majdhūb, le chef de la confrérie soufie du Majdhūbiyya au Soudan oriental . La plus grande archive photographique, le studio photo de Rashid Mahdi à Atbara, centre historique du mouvement des chemins de fer et des travailleurs du Soudan, est présentée avec des centaines de photographies documentant l'histoire de la région allant des années 1940 aux années 1990. Gadalla Gubara (1920–2008), photographe et cinéaste soudanais connu à l'échelle internationale, travaille dans son studio Gad.
Sharhabil Ahmed, musicien populaire du Soudan depuis les années 1960, a fourni des photographies de ses concerts  nationaux et internationaux, dont les membres de ses différents groupes et sa femme Zakia première femme bassiste du Soudan. Des pochettes de disques du groupe musical féminin Al-Balabil et des photographies de musiciens  comme Abdel Gadir Salim et d'événements musicaux, ont été ajoutées par des collectionneurs et Habibi Funk Records, maison de disques qui a réédité des versions numériques de la musique populaire du Soudan.

## Institutions pour le patrimoine culturel au Soudan et au Soudan du Sud
Les institutions de collecte des documents concernant l'histoire culturelle du pays et des trésors archéologiques comprennent le musée national du Soudan, le musée de la maison Khalifa et la maison Bramble à Omdurman, le musée Sheikan à El-Obeid, au nord du Kordofan et le musée des femmes du Darfour. à Nyala, au sud du Darfour. Le recensement est supervisé par la National Corporation for Antiquities and Museums (NCAM) et le projet Western Sudan Community Museums (WSCM), financé par les mêmes organisations que Sudan Memory  De la même manière, le projet WSCM "vise à sauvegarder le patrimoine que les musées conservent et à promouvoir leur usage communautaire, d'éducation et d'événements culturels qui favorisent la paix et la compréhension au sein des sociétés du Soudan moderne".
Au Soudan du Sud, le projet d'archives nationales catalogue et numérise les archives gouvernementales historiques remontant à l'époque coloniale. En attendant la construction d'un bâtiment d'archives nationales du Soudan du Sud, des donateurs internationaux soutiennent ce projet. Visant une accessibilité au grand public au Soudan du Sud et au-delà, le projet est géré par le Rift Valley Institute.

## Autres archives culturelles en ligne
Le Rift Valley Institute gère la bibliothèque numérique en accès libre, l'archive du Soudan, disponible en ligne et sur disque, comprend des livres, des documents et des supports audiovisuels historiques et contemporains. Des photographies du Soudan sont disponibles en ligne à partir  de collections internationales, comme l'Université de Durham (photographies et documents), Pitt Rivers Museum, Oxford, qui contribuent aussi à Sudan Memory, ou le Museum of Ethnology à Vienne (photographies historiques de Richard Buchta, explorateur autrichien et premier photographe).

## Réception critique
Dans son essai The Sudanese gaze : La mémoire visuelle dans le Soudan postindépendance, l'écrivaine soudano-américaine Dalia Elhassan évoque les relations complexes que les photographies et les films historiques du Soudan jouent dans la construction des connaissances sur ce pays d'Afrique de l'Est. En conséquence, tant pour les personnes qui, comme elle, vivent dans la diaspora soudanaise que pour les Soudanais du pays et de différentes générations, ces images « capturées par un objectif soudanais, un regard soudanais » sont directement liées aux questions d'identité culturelle, de noirceur, d'histoire et à leurs perceptions dans la littérature, les arts visuels et les médias soudanais.

« Si les photographes eux-mêmes ne peuvent survivre, ce sont les histoires, les souvenirs visuels sauvegardés dans leurs photographies qui restent vivants : une époque du Soudan qui, malgré tous les efforts déployés pour l'effacer de la conscience nationale, peut se révéler au premier coup d'œil de n'importe quelle photographie capturée par le regard des Soudanais. »

—  Dalia Elhassan, The Sudanese gaze: Visual memory in post-independence Sudan